# العلاقات اليمنية الإسبانية
العلاقات اليمنية الإسبانية هي العلاقات الثنائية التي تجمع بين اليمن وإسبانيا.

## مقارنة بين البلدين
هذه مقارنة عامة ومرجعية للدولتين:
| وجه المقارنة                                              | اليمن         | إسبانيا                                                                             |
| --------------------------------------------------------- | ------------- | ----------------------------------------------------------------------------------- |
| المساحة (كم2)                                             | 555.00 ألف    | 505.99 ألف                                                                          |
| عدد السكان (نسمة)                                         | 28.25 مليون   | 46.73 مليون                                                                         |
| الكثافة السكانية (ن./كم²)                                 | 50.9          | 92.35                                                                               |
| العاصمة                                                   | صنعاء، عدن    | مدريد                                                                               |
| اللغة الرسمية                                             | اللغة العربية | اللغة الإسبانية، اللغة الغاليسية، لغة بشكنشية، اللغة الكتالونية، اللغة الأوكسيتانية |
| العملة                                                    | ريال يمني     | يورو، بيزيتا إسبانية                                                                |
| الناتج المحلي الإجمالي (بليون دولار)                      | 18.21 مليار   | 1.31 تريليون                                                                        |
| الناتج المحلي الإجمالي (تعادل القوة الشرائية) بليون دولار | 75.69 مليار   | 1.77 تريليون                                                                        |
| الناتج المحلي الإجمالي الاسمي للفرد دولار أمريكي          | 1.41 ألف      | 28.16 ألف                                                                           |
| الناتج المحلي الإجمالي للفرد دولار أمريكي                 |               | 38.00 ألف                                                                           |
| مؤشر التنمية البشرية                                      | 0.498         | 0.876                                                                               |
| رمز المكالمات الدولي                                      | +967          | +34                                                                                 |
| رمز الإنترنت                                              | .ye           | .es                                                                                 |
| المنطقة الزمنية                                           | ت ع م+03:00   | ت ع م+01:00، ت ع م+02:00                                                            |

## منظمات دولية مشتركة
يشترك البلدان في عضوية مجموعة من المنظمات الدولية، منها:
| علم المنظمة | اسم المنظمة                               | تاريخ انضمام اليمن | تاريخ انضمام إسبانيا |
| ----------- | ----------------------------------------- | ------------------ | -------------------- |
|             | يونسكو                                    | 2 أبريل 1962       | 30 يناير 1953        |
|             | مؤسسة التمويل الدولية                     | 22 مايو 1970       | 24 مارس 1960         |
|             | المركز الدولي لتسوية المنازعات الاستشارية | 20 نوفمبر 2004     | 17 سبتمبر 1994       |
|             | منظمة حظر الأسلحة الكيميائية              | ?                  | ?                    |
|             | مؤسسة التنمية الدولية                     | 22 مايو 1970       | 18 أكتوبر 1960       |
|             | وكالة ضمان الاستثمار متعدد الأطراف        | 12 مارس 1996       | 29 أبريل 1988        |
|             | الاتحاد البريدي العالمي                   | ?                  | ?                    |
|             | الاتحاد الدولي للاتصالات                  | 1931               | 1866                 |
|             | منظمة الشرطة الجنائية الدولية             | ?                  | ?                    |
|             | الأمم المتحدة                             | 30 سبتمبر 1947     | 14 ديسمبر 1955       |
|             | البنك الدولي للإنشاء والتعمير             | 3 أكتوبر 1969      | 15 سبتمبر 1958       |

## وصلات خارجية
- موقع وزارة الخارجية الإسبانية